# Иванополь (Коростенский район)
Ивано́поль (укр. Іванопіль) — село на Украине, основано в 1913 году, находится в Коростенском районе Житомирской области.
Код КОАТУУ — 1822380804. Население по переписи 2001 года составляет 102 человека. Почтовый индекс — 11562. Телефонный код — 4142. Занимает площадь 0,871 км².

## История
В 1946 году указом ПВС УССР хутор Янушполь переименован в Иванополь.

## Адрес местного совета
11562, Житомирская область, Коростенский р-н, с. Бондаревка, ул. Ленина, 50